# Smírčí kříž v Ostrově
Pískovcový smírčí kříž se nalézá na návsi obce Ostrov v okrese Chrudim. Smírčí kříž v Ostrově je od 1. prosince 2012 chráněn jako nemovitá kulturní památka ČR. Smírčí kříž v Ostrově je jedním z pětí dochovaných smírčích křížů v okrese Chrudim.

## Popis
Smírčí kříž v Ostrově je hrubě vytesán z pískovcového kvádru. Ramena smírčího kříže mají rozpětí 59 cm, kříž je vysoký 62 cm a 25 cm tlustý. Levé rameno kříže je oproti pravému rameni mohutnější a je téměř pravoúhle zakončeno. V hlavě kříže je ze zadní strany středem vyhloubena prohlubeň. Uprostřed čelní strany smírčího kříže je patrný tzv. magický důlek.

## Galerie

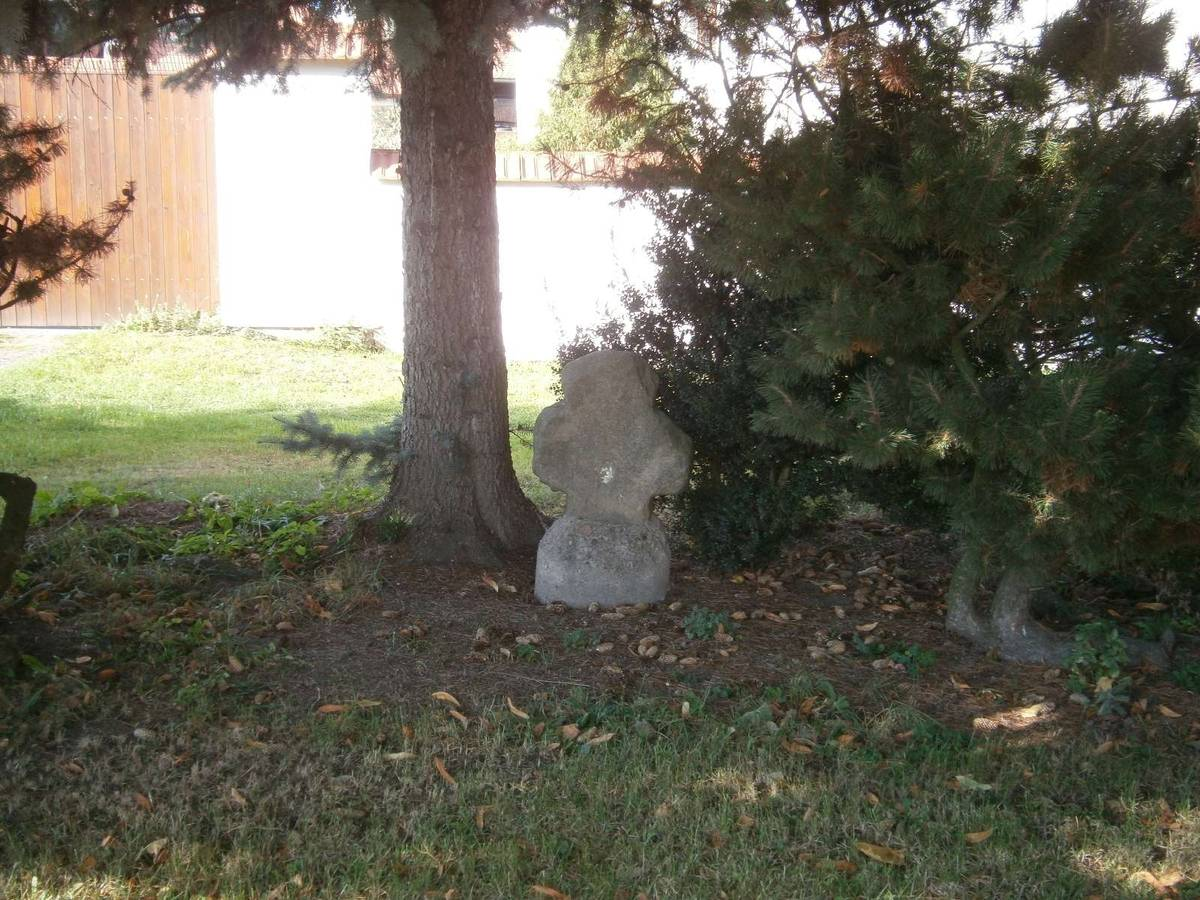
smírčí kříž v Ostrově